# Indiana Jones and the Fate of Atlantis
Indiana Jones and the Fate of Atlantis (tdl. Indiana Jones y el destino de la Atlántida) es un  videojuego del tipo aventura gráfica desarrollado y distribuido por la compañía LucasArts en el año 1992. Fue el séptimo videojuego en utilizar el motor SCUMM.
Tras el éxito de público y crítica de la aventura gráfica de Indiana Jones y la última cruzada, Indiana Jones and The Fate of Atlantis llegó a convertirse en un clásico dentro de su género.
La primera versión se distribuyó en disquete, pero posteriormente apareció una versión en CD que incluía como novedad las voces de los diálogos y mejores efectos de sonido, aunque en lo que a voces se refiere nunca se llegó a doblar al castellano.
En los sistemas operativos actuales es posible volver a jugar a este juego mediante tres posibilidades: o bien emplear un emulador de MS-DOS como Dosbox o la máquina virtual de SCUMM llamada ScummVM. La última y más reciente es adquirir la versión actualizada del juego, ejecutable en sistemas operativos actuales (Windows XP, Vista, 7, 8) de venta en plataformas como Steam.

## Argumento
La historia transcurre durante la Segunda Guerra Mundial y su introducción nos sitúa como punto de partida en el Barnett College, Nueva York, donde nos mostrará un recorrido por el viejo almacén de antigüedades en el que Indiana Jones busca una estatuilla que parece provenir de la Atlántida. 
Una vez hallada, Indy muestra la pieza a un individuo que se hace llamar "Sr. Smith" y muestra un especial interés en ella. Sin embargo, éste acaba forcejeando con Indy y huye con la reliquia dejando tras de sí su chaqueta. Al revisarla, Indy descubre una tarjeta de identificación con la verdadera identidad del individuo, quien resulta ser un agente del Tercer Reich llamado Klaus Kerner. También encuentra un recorte de periódico que relaciona a Indiana Jones con Sophia Hapgood, una antigua compañera arqueóloga. Temiendo que los alemanes vayan a por ella, Indy decide emprender un viaje para encontrarla antes que ellos.
Sophia hace tiempo que abandonó el mundo de la arqueología para dedicarse a ejercer como médium, por ello cuando finalmente la localiza y le cuenta lo sucedido en el Barnett College, Sophia le interrumpe y comienza a establecer contacto con Nur-Ab-Sal, un dios atlante que les ordena buscar "El diálogo Perdido de Platón".
El Diálogo Perdido de Platón es un antiguo manuscrito que explica cómo llegar a la Atlántida, para ello nuestro protagonista viajará a través de diversos lugares como Tikal, Montecarlo, Argelia y la isla de Creta. Durante el camino se enfrentará a numerosos enemigos, persecuciones y desafíos en forma de puzzles al más puro estilo de la saga. Pero no todo serán amenazas, también contará con algunos aliados por el camino hasta llegar a la Atlántida.
El juego se caracteriza por tener la historia dividida en tres fases. La introducción inicial da paso a la fase inicial del juego la cual será común y en ella el jugador alterna una parte de la aventura en solitario y otra parte acompañado por la coprotagonista, Sofia. 
Una vez finalizada esta primera fase el jugador se adentrará en la segunda parte de la historia en la que podrá escoger entre tres caminos posibles. Puede escoger continuar la historia viajando acompañado de Sofia para que le ayude, puede escoger continuar la historia en solitario usando su inteligencia para resolver los desafíos, o puede escoger continuar la historia en solitario usando la violencia para enfrentarse a los distintos problemas. Es importante tener en cuenta que la elección anterior no será reversible y hará que Indy recorra en general los mismos escenarios, pero se le presentarán retos y soluciones diferentes...
Por último llegaremos a la tercera fase de la historia que de nuevo será común e independiente del camino escogido en la fase anterior. A su vez, en función de las decisiones tomadas durante esta tercera fase obtendremos uno de los tres posibles finales de la historia: Un final en el que todos mueren, un final en el que tan solo Indy se salva o un final en el que tanto Sofía como Indy se salvan.

## Recepción
Fate of Atlantis se convirtió en uno de los títulos más aclamados por los jugadores y la crítica especializada. Los análisis publicados por Game Informer, Computer Game Review, Games Magazine and Game Players Magazine le nombraron como el mejor juego de aventura del año. Patricia Hartley y Kirk Lesser de Dragon lo denominaron como un juego 'espectacular' y de 'compra obligatoria'.
Lim Choon Wee de New Straits Times exaltó su evolución gráfica y secuencias de jugabilidad. Para el escritor "La atención en los detalles es sublime". Hartley y Lesser concluyeron su análisis señalando que Fate of Atlantis "es un juego brillante e incluso muy superior a The Secret of Monkey Island 2."